# Юпитер (1895)
HMS Jupiter («Юпитер») — броненосец, додредноут британского Королевского флота типа «Маджестик». Вошёл в строй в 1897 году, вступил в состав Флота Канала, где служил до 1905 года. После ремонта был временно переведён в резерв, в сентябре 1905 года снова вступил во Флот Канала. В 1908 году с появлением дредноутов броненосец уже считался устаревшим и снова был переведён в резерв, на этот раз в составе Флота метрополии. После очередного ремонта в 1912 году «Юпитер» некоторое время использовался в качестве учебного артиллерийского корабля.
После начала Первой мировой войны «Юпитер» служил в составе Флота Канала, был кораблём охранения реки Тайн. В феврале 1915 года был отправлен в Россию в качестве ледокола, расчистив путь в Архангельск и поддерживая его судоходность до весны, тогда как штатный ледокол был отправлен на ремонт. Позднее, летом 1915 года, броненосец прошёл ремонт и по его завершении был переведён в патруль  Суэцкого канала. В конце 1916 году корабль вернулся в Англию и провёл остаток войны на базе в Девонпорте. В 1920 году корабль был разделан на металл.

## Конструкция
[[Файл:Majestic class diagrams Brasseys 1902.jpg|thumb|left|{{center|План броненосца типа «Маджестик» в Naval Annual графа Брасси, 1902 год]]

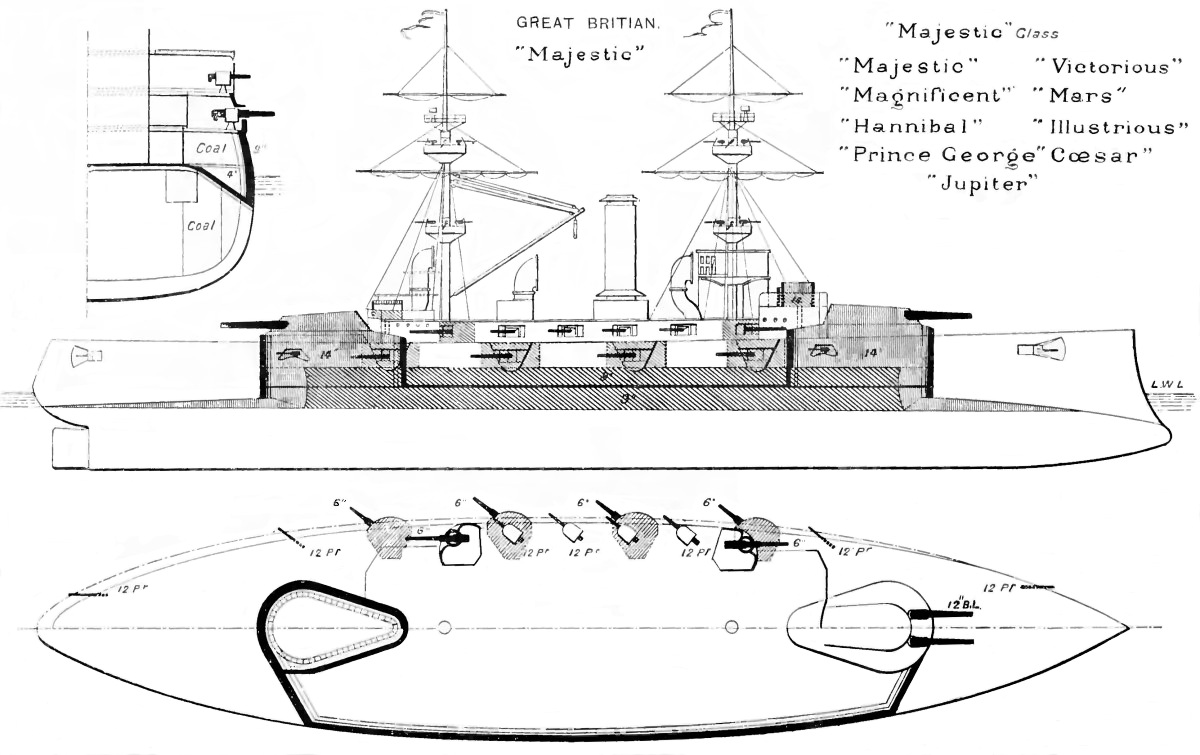
center|План броненосца типа «Маджестик» в Naval Annual графа Брасси, 1902 год

Броненосец «Юпитер» имел длину 421 фут (128 м), ширину 75 футов (23 м), осадку 27 футов (8,2 м). Водоизмещение корабля составляло 16 060 длинных тонн (16 320 тонн при полной загрузке). Корабль приводился в движение двумя трёхцилиндровыми паровыми компаунд-машинами, пар для их работы образовывался в восьми цилиндрических газотрубных котлах шотландской системы. Корабль развивал скорость в 16 узлов (30 км/ч) с указанной мощностью в 10 000 лошадиных сил (7500 кВт). Корабли типа «Маджестик» проявили себя как ходкие корабли на паровом ходу со склонностью к небольшой качке, хотя имели склонность к перерасходу горючего. Экипаж корабля составлял 672 человека.
Додредноут «Юпитер» располагал основной батареей из четырёх 12-дюймовых (305 мм) орудий Mark VIII, размещённых в двухорудийных башнях в носовой и кормовой частях корабля. Орудия были установлены на грушевидных барбетах. Другие шесть кораблей этого типа несли такое же вооружение, но «Цезарь», «Илластриез» и британские броненосцы всех классов, построенные позже, имели уже круговые барбеты. Батарея среднего калибра состояла из двенадцати шестидюймовых (152 мм) скорострельных орудий длиной в 40 калибров установленных в казематах, расположенных на середине палубы. Также корабль располагал шестнадцатью 12-фунтовыми (76,2-мм) скорострельными орудиями и двенадцатью 47-мм пушками Гочкиса для защиты против торпедных катеров. Также корабль был оснащён пятью 18-дюймовыми (457 мм) торпедными аппаратами, четыре аппарата были размещены в корпусе, а пятый торпедный аппарат находился в пусковой установке на палубе.
Как и другие корабли этого типа «Юпитер» был оснащён 9-дюймовым (229 мм) броневым поясом из гарвеевской стали. Эта броня обеспечивала защиту, соответствующую по характеристикам более ранним типам брони, при меньшем весе. Благодаря этому броневой пояс кораблей типа «Маджестик» был размещён глубже и не увеличил их водоизмещения по сравнению с предыдущими типами броненосцев, и без ущерба в защите. Броня на барбетах главной батареи имела толщину в 14 дюймов (356 мм) как и стены боевой рубки. Толщина бронепалубы составляла от 2,5 до 4 дюймов (от 64 до 114 мм).

## Служба
Додредноут «Юпитер» был заложен 26 апреля 1894 года на верфи компании «John Brown & Company» в Клайдбанке, спущен на воду 18 ноября 1895 года. В феврале 1897 года корабль был переведён на Чатемскую верфь, где в мае 1897 года было закончено его строительство. 8 июня 1897 года броненосец был введён в строй на Чатемской верфи. «Юпитер» был направлен для службы во Флоте Канала.
«Юпитер» присутствовал на смотре флота в Спитхеде 26 июня 1897 года в честь бриллиантового юбилея королевы Виктории на смотре флота 16 августа 1902 года в честь коронации Эдуарда VII. В октябре 1899 года на пост капитана корабля был назначен Джон Дарнфорд, в декабре 1900 года его сменил сэр Арчибальд Беркли Милн. В марте 1901 года броненосец посетил город Корк. На следующий год «Юпитер» в составе эскадры посетил Нафплион и бухту Суда на Крите, для совместных манёвров Средиземноморского флота и Флота Канала в сентябре-октябре того же года. В декабре капитаном корабля стал сэр Ричард Пур. 1 января 1905 года Флот Канала был преобразован в Атлантический флот.
27 февраля 1905 года «Юпитер» был выведен в резерв в Чатеме, для проведения ремонта. По завершении ремонта корабль 15 августа 1905 года был переведён в резервный флот Портсмута. 20 сентября 1905 года броненосец приступил к службе в составе реорганизованного Флота Канала, где служил до 3 февраля 1908 года, пока не был выведен в резерв. К этому времени «Юпитер» уступил статус линейного корабля только появившимся дредноутам, вооружённым по принципу «all-big-gun» («только большие пушки»). Первый корабль такого типа «Дредноут» (HMS Dreadnought) был спущен на воду и введён в строй в 1906 году.
4 февраля 1915 года «Юпитер» был вновь введён в строй для резервной службы в составе Портсмутской эскадры новосозданного Флота метрополии с сохранением основного личного состава экипажа. С февраля по июнь 1909 года «Юпитер» был флагманом эскадры, а позднее вторым флагманом третьей эскадры Флота метрополии. В ходе этой службы броненосец прошёл ремонт в Портсмуте в 1909-1910 годах, где получил оборудование управления огнём для главной батареи. В 1911-1912 годах корабль также прошёл ремонт в Портсмуте. С июня 1912 года по январь 1913 года «Юпитер» служил в качестве учебного артиллерийского корабля в Норе. В январе 1913 году он был переведён в Третий флот и базировался в Пембрук-доке и Дэвенпорте.

### Первая мировая война
С началом Первой мировой войны в августе 1914 года «Юпитер» был переведён в 7-ю боевую эскадру Флота Канала. В ходе службы в эскадре, броненосец в сентябре 1914 года прикрывал переброску британских экспедиционных сил из Англии во Францию. В конце октября 1914 года «Юпитер» и его систершип «Маджестик» служили кораблями охранения в Норе. 3 ноября 1914 года «Юпитер» и «Маджестик» покинули Нор и сменили свои систершипы «Ганнибал» и «Магнифисент» в охранении у эстуария реки Хамбер. В декабре 1914 года «Юпитер» был переброшен в охранение у реки Тайн.
5 февраля 1915 года «Юпитер» был снят с патрулирования и стал временно служить ледоколом, проводя корабли в Архангельск, поскольку ледокол, регулярно использующийся для этой цели, был отправлен на ремонт. «Юпитер» вошел в историю, став первым судном, прошедшим сквозь льды в Архангельск зимой, его прибытие в феврале стало самым ранним за все годы навигации, хотя его носовая часть получила серьёзные повреждения за время похода в Белое море и поддержании им прохода во льдах. Николай II поблагодарил экипаж за службу и вызволение нескольких кораблей изо льда, наградил офицеров орденами, а матросов медалью «За усердие»
В мае 1915 года «Юпитер» оставил Архангельск, вернулся в состав Флота Канала и 19 мая 1915 года в Биркенхеде был выведен в резерв. Броненосец прошёл ремонт, продлившийся до августа 1915 года, произведённый силами компании «Cammell Laird». По завершении ремонта «Юпитер» 12 августа 1915 года был введён в строй в Биркенхеде и получил назначение в Патруль Суэцкого канала в Средиземном море. 21 октября 1915 года он пришёл в Красное море, где стал кораблём охранения в Адене и флагманом старшего морского офицера Патруля Красного моря. 9 декабря 1915 года его в роли флагмана сменил войсковой транспорт Королевского индийского флота RIM Northbrook. «Юпитер» вернулся в Патруль Суэцкого канала для службы на Средиземном море, которая продлилась с апреля по ноябрь 1916 года, портом приписки стал египетский Порт-Саид.
22 ноября 1916 года «Юпитер» покинул Египет и вернулся в Англию, где был переведён на базу Дэвенпорт для комплектования экипажей противолодочных кораблей. Он оставался там в качестве специального судна и вспомогательного патрульного корабля до апреля 1919 года, в феврале 1918 он был снова выведен из строя, после чего стал плавучей казармой. В апреле 1919 года «Юпитер» первым из кораблей своего типа был внесён в список на списание. 15 января 1920 года он был продан на металл и 11 марта 1920 года отбуксирован из Чэтэма в Блисс на разделку.